# Stelio Nardin
Stelio Nardin (Romans d'Isonzo, Provincia de Gorizia, Italia, 26 de agosto de 1939 - Cervignano del Friuli, Provincia de Udine, Italia, 11 de agosto de 2014) fue un futbolista y director técnico italiano. Se desempeñaba en la posición de defensa.

## Selección nacional
Fue internacional con la selección de fútbol de Italia en 1 ocasión. Debutó el 27 de marzo de 1967, en un encuentro amistoso ante la selección de Portugal que finalizó con marcador de 1-1.

## Clubes

### Como futbolista
| Club             | País   | Año         |
| ---------------- | ------ | ----------- |
| U. S. Catanzaro  | Italia | 1960 - 1965 |
| S. S. C. Napoli  | Italia | 1965 - 1971 |
| Casertana Calcio | Italia | 1971 - 1972 |

### Como entrenador
| Club         | País   | Año         |
| ------------ | ------ | ----------- |
| Pro Tolmezzo | Italia | 1979 - 1981 |